# Sáo đá xanh
Sáo đá xanh (danh pháp hai phần: Sturnus vulgaris) là một loài chim thuộc Họ Sáo (Sturnidae). Đây là loài chim sáo đá có nguồn gốc ôn đới châu Âu và Tây Á, nó có mười hai phân loài. Nó cũng đã được du nhập vào Úc, New Zealand, Canada, Hoa Kỳ, Mexico, Peru, Argentina, quần đảo Falkland, Brazil, Chile, Uruguay, Nam Phi và Fiji.

## Mô tả

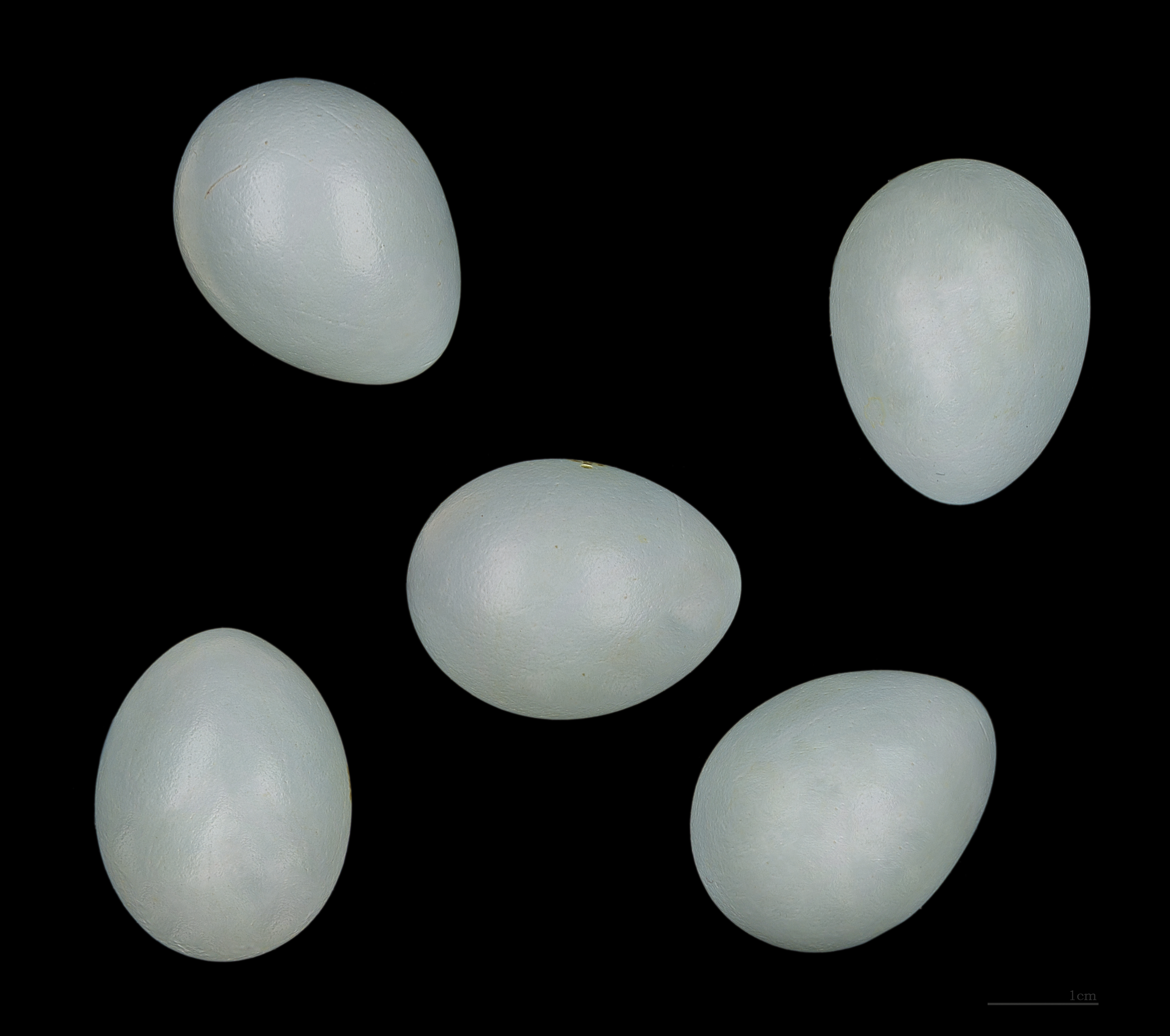
Trứng chim Sturnus vulgaris

Sáo đá xanh dài từ 19–23 cm (7,5–9,1 in), sải cánh 31–44 cm (12–17 in) và cân nặng 58–101 g (2,0–3,6 oz). Đuôi dài 5,8 đến 6,8 cm (2,3 đến 2,7 in), và chiều dài sống mỏ là 2,5 đến 3,2 cm (0,98 đến 1,26 in). Con trống trưởng thành có phía dưới ít đốm hơn con mái trưởng thành. Lông cổ họng lâu dài và chùng hơn, và được sử dụng như là một tín hiệu trong biểu hiện. Chim non có màu nâu xám, và mùa đông đầu tiên của chúng giống như con trưởng thành mặc dù thường giữ lại một số đặc điểm lông lúc còn non màu nâu đặc biệt là trên đầu trong phần đầu của mùa đông. Cặp chân chắc, hơi đỏ hồng. Mỏ hình nón hẹp với một đầu nhọn, trong mùa hè, mỏ con mái màu vàng, và màu vàng với một cuống mỏ màu xám xanh ở con trống, trong khi vào mùa đông, và ở con non, mỏ có màu đen ở cả hai giới. Việc thay lông diễn ra mỗi năm một lần, vào cuối mùa hè sau khi kết thúc mùa sinh sản, lông tươi nổi bật nghiêng trắng (lông ngực) hoặc da bò (cánh và lông trở lại). Việc giảm các đốm trong mùa sinh sản được thực hiện bằng cách rụng bớt các lông đốm trắng. Chim sáo đá xanh đi chứ không phải là nhảy lò cò. Dáng bay khá mạnh mẽ và trực tiếp, chúng trông có hình tam giác, cánh và đuôi ngắn trong khi bay.